# Cuarteto Vlach de Praga
El Cuarteto Vlach de Praga es un cuarteto de cuerda checo.

## Trayectoria
El Cuarteto Vlach de Praga (Vlachovo kvarteto Praha) fue fundado en 1982 por la violinista checa Jana Vlachová, aunque el Cuarteto Vlach original se remonta a 1949, año en que su padre, el renombrado violinista, director de orquesta y pedagogo Josef Vlach, creó con algunos músicos de la Orquesta de Cámara Checa el primer Cuarteto Vlach. 
Se compone en la actualidad de: 
- Jana Vlachová (violín)
- Karel Stadtherr (violín)
- Jiří Kabát (viola)[2]
- Mikael Ericsson (violonchelo)

Fueron miembros anteriores en la viola:
- Peter Verner (1985-2005)[3]
- Georg Haag (2006-2009 o 2010)

El Cuarteto Vlach de Praga ha recibido diversos premios, incluyendo el premio a la mejor interpretación de una composición contemporánea checa de la República Checa, el premio al mejor cuarteto de cuerdas del Concurso de Kroměříž, en 1983, el premio al mejor cuarteto de cuerda en el Concurso Europeo Internacional para Cuartetos de Cuerdas de Portsmouth, Inglaterra, en 1985. En 1991 recibieron el premio de la Asociación de Música de Cámara de la República Checa y en 1992 recibieron el premio de la Fundación de Música Checa por un CD que contiene los cuartetos de cuerda de Smetana y Janáček. En el año 2000 recibió, junto con el clarinetista Dieter Klöcker, el premio la crítica alemana del disco, por su grabación, con el sello CPO, de los “Esbozos hebraicos – Quintetos para clarinete sobre temas judíos”.
El Cuarteto Vlach de Praga actúa extensamente en toda Europa, y muchos de sus conciertos han sido retransmitidos por la radio y la televisión. Han estado de gira en los Estados Unidos, Nueva Zelanda y Japón. Su debut en Nueva York en 2004 fue comentado por la revista  “The Strad” calificándolo como uno de los grandes momentos de la temporada musical. Realizaron grabaciones para Bayerischer Rundfunk, Südwestrundfunk, Danmarks Radio y la Radio France. En 1997 fue cuarteto residente de la Universidad japonesa de Gifu y desde 2004 es además cuarteto residente en Schengen, Luxemburgo. En 2010 y en 2012 fue invitado por el Patrimonio Nacional para tocar en el Palacio Real de Madrid con los instrumentos Stradivari.
El nuevo Cuarteto Vlach reanuda la gran tradición checa del cuarteto, dotándose de una entonación y de una sonoridad única, extendiendo el repertorio tradicional a obras contemporáneas. El Cuarteto Vlach de Praga se centra en los más importantes compositores checos: Dvorak, Smetana, Janáček Martinů, y en particular, han registrado todos los cuartetos de cuerda de Dvořák. También aborda con gran solvencia el repertorio clásico de Haydn, Mozart, Beethoven, Schubert, Brahms y también el del siglo XX de Bartók o Shostakovich. Su repertorio incluye también obras menos conocidas como los cuartetos de Arriaga, Fernström o Fuchs. Han colaborado con reconocidos solistas como la violoncelista Maria Kliegel y los pianistas Jenö Jandó, Ivan Klánský y Helena Suchárová, los clarinetistas Eduard Brunner y Dieter Klöcker y el guitarrista Maximilian Mangold. Graban en los sellos Naxos, Marco Polo, Bohemia Music y Panton.
También realizaron una gira por los Estados Unidos, con un concierto de apertura en Nueva York en julio de 2004. Durante su residencia en 1997 en Gifu, fueron transmitidos por la NHK, la estación de radio principal de Japón. En 2000 dirigieron cursos de interpretación en el conservatorio de Ingesund, Suecia. En 2004, el Vlach Quartet Prague fue cuarteto en residencia en Schengen, Luxemburgo.
El cuarteto ha recibido varios premios, entre ellos: un premio al mejor cuarteto de cuerda en el Concurso Internacional de Cuartetos de Cuerdas en Portsmouth, Inglaterra, en 1985; el premio de la Asociación Checa de Música de Cámara en 1991; y el premio del Czech Music Fund por un CD con cuartetos de cuerdas de Bedřich Smetana (" From My Life ") y Leoš Janáček (" Intimate Letters ") en 1992.  En octubre de 2000, también ganaron un Preis der deutschen Schallplattenkritik para una grabación de Esquisses Hébraïques: Clarinet Quintets sobre temas judíos, con Dieter Klöcker .

## Miembros de la formación
JANA VLACHOVÁ, violín
Hija y alumna del gran violinista Josef Vlach. Ya a los 14 años ganó el primer premio del Concurso Internacional Concertino de Praga. A los quince años empezó a estudiar violín en la Academia de las Artes de Praga (AMU). A los 17 años tocó el “Poema” de Chausson en un concierto que fue retransmitido en directo por la Radio, realizó giras y dio conciertos en la antigua Checoslovaquia, Países Escandinavos, Alemania, Hungría y Rusia.
Junto con el violonchelista Mikael Ericsson, su marido, interpreta la literatura para estos dos instrumentos (Ravel, Honegger y Martinu), que también ha grabado en CD, así como obras de los compositores checos del siglo XX como Viktor Kalabis, Ondrej Kukal o Zdenek Lukás, compuestas especialmente para Jana Vlachová y Mikael Ericsson. En 1982 formó el Cuarteto Vlach. Se dedica también a la enseñanza en cursos de verano y clases de interpretación que imparte en Europa, Estados Unidos y Japón.
KAREL STADTHERR, violín

Miembro fundador del Cuarteto Vlach, después de sus estudios de violín en el Conservatorio de Pilsen fue miembro de la Orquesta Sinfónica de la Radio Checa y posteriormente el segundo violín solista de la Orquesta de Cámara Suk de Praga, entonces dirigida por su maestro y mentor, el violinista Josef Vlach, actuando también como solista con este conjunto. En 1989 fue nombrado concertino de la Orquesta de Cámara de Praga y bajo su dirección artística, actuó en las grandes salas de conciertos de todo el mundo.
JIRI KABÁT, viola
Jiri Kabat toca el violín desde que tenía cinco años y se cambió a la viola en 2003. Desde el año 2000 estudió en el Conservatorio de Praga primero como violinista con la Prof. Dana Vlachova y posteriormente viola con el prof. Jiri Rajnis y se graduó en 2007. También es graduado de la Real Academia Escocesa de Música y Drama (RSAMD) de Glasgow, donde estudió con el profesor Lev Atlas y donde ganó el Máster de Graduación de Música (MMus) en 2006. Ha tocado como solista con numerosas orquestas incluidas la Filarmónica de Praga, Solista de Cámara de Praga, Collegium de la Filarmónica Checa, “Kennemer Youth Orchestra”. RSAMD Wind Orchestra, etc.
En junio de 2004 ganó el primer premio y el premio a la mejor interpretación en el Concurso Internacional de viola en Hradec, en RSAMD ganó el Premio Watson Forbes. En el 2005 participó en el Concurso Internacional Julio Cardona (Portugal), quedando en tercer lugar como el participante más joven en su categoría.
Es miembro del “Cuarteto Dolezal” fundado en 1975. Toca en la República Checa, Alemania, Francia, Portugal, Reino Unido, Estados Unidos y Canadá. Actualmente continúa sus estudios de composición con el Prof. Jiri Gemrot en el Conservatorio de Praga. Sus obras incluyen el Concierto de viola (2004), Quinteto de piano (2006), Canciones para Alto, Viola y Piano (2007) y muchas otras.
MIKAEL ERICSSON, violonchelo
Nacido en Suecia, en el seno de una familia de músicos, empezó su aprendizaje de violonchelo con el prof. Hans Erik Deckert antes de continuar su formación con el prof. Bengtson en la Escuela de Música de la Radio Sueca y en el Real Conservatorio de Copenhague. El encuentro con Josef Vlach lo lleva a Praga para profundizar sus conocimientos. En 1978, Mikael Ericsson logra llegar a la final del Concurso Chaikovski de Moscú. En 1980 recibió el Premio por la mejor interpretación de una composición checa contemporánea en el Concurso Internacional de la Primavera de Praga.
Como solista, Mikael Ericsson ha tocado en Alemania, Hungría, Polonia y España. Realizó una gira por Suecia donde interpretó el Concierto de Dvorak, acompañado por la Orquesta Sinfónica de la Radio de Estocolmo. Realizó una gira por España con la Orquesta de Cámara Checa, como primer violonchelo y solista. Sus programas incluyen la más diversa literatura para violonchelo solo, dúo y conciertos desde Vivaldi a Schnittke, desde Boccherini a las creaciones de obras contemporáneas. Ericsson ha hecho el descubrimiento y primera grabación de los conciertos para violonchelo de Josef Rejcha (que interpretó con la Orquesta de Cámara Checa) y de Carl Stamitz (grabado con la Orquesta de Cámara Suk que fue galardonado con el Premio del Fondo Musical Checo).